# Перемут
Перемут — озеро карстового походження у Шацькому районі Волинської області України, на схід від озера Луки. Належить до групи Шацьких озер, що у межиріччі Прип'яті й Західного Бугу на території Шацького національного природного парку (Волинське Полісся).

## Назва
Лімнонім виник унаслідок онімізації незафіксованого апелятива *перемут, тобто водойма зі скаламученою (замутненою) водою, утвореного безафіксальним способом від дієслова «перемутити», що означає зробити щось мутним, замутити багато чогось через діалектне слово «мут» у значенні муть, каламуть, від дієслова мутити; чи діалектне «омут» — вир від *омутити (замутити, скаламутити). Аналогами такого словотворення в топонімії будуть «перевал, перемет, перекат, перекоп, пересип» та інші похідні від відповідних префіксальних дієслів.

## Загальний опис
Перемут сполучається протокою з озером Луки. Деякі дослідники вважають Перемут відоосбленою частиною загального плеса озера Луки (площа якого в 4,5 рази більша, ніж у Перемут), тому в літературі також зустрічається об'єднуюча назва — озеро Луки-Перемут.
Довжина берегової лінії близько 5 км. Береги низькі, заболочені. Площа озера становить 1,46 км², довжина — 1800 м, ширина 1300 м, максимальна глибина — 6,7 м, середня — 2,2 м, об'єм води становить 3,2 тис.м³.
На північний схід від озера простягається старий прибережний вал.
Живлення озера здійснюється за рахунок підземних вод і поверхневого стоку.
Одна з версій стверджує, що назва озера Перемут походить від слова «мутить», «перемутить» — оскільки при перемішуванні вода набирає мутного відтінку. Пов'язано це з тим, що озеро має значні запаси цінного донного мулу сапропелю.

## Гідрохімія
Хімічний склад води озера Перемут: мінералізація води не висока — близько 136 мг/дм³ (менша ніж у Світязі) (тип води — гідрокарбонатно-кальцієва); рН води — 7,9 (слабколужна); вода добре насичена киснем — 11,0 мг/дм³, незначний вміст сполук азоту (зокрема, нітратів), заліза.
Хімічний склад води озера Перемут: середня концентрація основних іонів та мінералізація, мг/дм³
| HCO− 3 | SO2− 4 | Cl−  | Ca2+ | Mg2+ | Na+K+ | Мінералізація води |
| ------ | ------ | ---- | ---- | ---- | ----- | ------------------ |
| 85,4   | 3,2    | 11,6 | 20,1 | 3,7  | 12,5  | 136,5              |

Хімічний склад води озера Перемут: середнє значення рН, концентрація кисню, мінеральних сполук азоту та заліза, мг/дм³
| рН  | O2−  | NH+ 4 | NO− 2 | NO− 3 | Fe2− | Fe3− |
| --- | ---- | ----- | ----- | ----- | ---- | ---- |
| 7,9 | 11,0 | 0,1   | 0,01  | 1,3   | 0,0  | 0,3  |

Активну реакцію водного середовища (рН) в озері Перемут  дослідники відзначали і на рівні — рН=8,14 — весною і рН=8,20 — влітку (в цілому, вода слабколужна), що пов'язано з живленням підземними водами карбонатних крейдових відкладів. В цілому, це характерно для озер Шацької групи.
Внаслідок малої глибини озеро Перемут легко прогрівається і тому не має чіткої температурної стратифікації. Вміст кисню з глибиною майже не змінюється і повністю залежить від температури води, коливаючись від 13 мг/дм³ весною до 8 мг/дм³ влітку (100 % насичення води киснем).
В озері Перемут відзначається досить висока якість води , оскільки поряд немає значних джерел забруднення, а статус національного природного парку сприяє охороні вод.

## Біологічна продуктивність
Низька продуктивність фіто— і зоопланктону озера Перемут при його незначній глибині пояснюється географічними особливостями: живлення підземними водами у вигляді потужних карстових джерел; наявність піщаних берегів; бідність рослинності; відсутність на водозборі озера антропогенних джерел забруднення.
З фітопланктону в озері Перемут зустрічається 19 планктонних видів, різновидностей і форм водоростей. За числом видів переважають зелені, в основному, дрібні хлококкові водорості. Менш різноманітні діатомові, синьо-зелені і золотисті.
Синьо-зелені водорості розвиваються переважно влітку. Низькою є біомаса та чисельність фітопланктону в озері.
Рослинність озера Перемут не дуже багата: очерет, стрілолист, глечики жовті, рдесник, елодея та харові водорості, тобто водяні мохи.
Озеро Перемут не відзначається багатством водоплавних птахів. Тут мешкають: крижень, чирок-тріскунок, червоноголова чернь, лиска.
Багатством видів відзначається іхтіофауна озера. Тут поширені щука, плотва, краснопірка, лящ, лин, карась, окунь. Добре акліматизувалися вугор та карликовий сомик.
Територія Шацького національного природного парку поділена на функціональні зони.
Озеро Перемут з його околицями відноситься до заповідної зони Шацького національного природного парку, яка призначена для охорони і відновлення найцінніших природних комплексів Режим цієї зони визначається відповідно до вимог, встановлених для природних заповідників.